# Most Félix-Houphouët-Boigny
Most Félix-Houphouët-Boigny – most drogowy i kolejowy w Abidżanie.

## Historia
Most miał zastąpić oddany w 1931 roku most pływający, który został  zbudowany w wyniku konkursu ogłoszonego w 1929 roku przez Gubernatora Afryki Zachodniej. Był to most drewniany z torem kolejowym pośrodku i znajdował się 70 metrów na zachód od obecnego mostu. Budowę mostu rozpoczęto w 1954 roku. Projekt przygotowała firma Boussiron. Zaplanowano budowę mostu drogowego z przejściem dla pieszych i torem kolejowym poniżej. Budowę zrealizowały dwie firmy: Entreprises à savoir STAO oraz  Dragages et Travaux Public. Most został oddany do użytku we wrześniu 1957 roku. Oficjalne otwarcie miało miejsce 15 marca 1958 roku z udziałem pochodzącego z Gujany przewodniczącego francuskiej Rady Republiki Gastona de Monnerville oraz Ministra Zdrowia Félixa Houphouët-Boigny. Łączy dwa brzegi laguny Ebrié. Dziennie przez most przejeżdża 90 000 pojazdów.

## Parada 7 sierpnia 1960
O północy 7 sierpnia 1960 roku premier Wybrzeża Kości Słoniowej Félix Houphouët-Boigny ogłosił niepodległość kraju. Rano wziął udział w uroczystej paradzie, którą zorganizowano na moście noszącym później jego imię.

## Opis
Ma 372 m długości i 24,85 m szerokości. Jezdnie mają 14 m szerokości, a po bokach znajdują się dwa chodniki po 4 m szerokości każdy. Jest równocześnie mostem kolejowym. Pod jezdnią znajdują się dwa tunele z torami kolejowymi, po których jeżdżą pociągi.

## Remont mostu
W  kwietniu 2018 roku most został zamknięty z powodu remontu. Jego ukończenie jest planowane na 2020 rok, a koszt w wysokości  41,7 miliarda franków CFA zostanie pokryte przez Francję w ramach Umowy redukcji długu i rozwoju (Contrat de Désendettement et de Développement) (C2D). Wydatkami zarządza Agence française de développement (AFD).